# Santo André (Paraíba)
Santo André è un comune del Brasile nello Stato del Paraíba, parte della mesoregione di Borborema e della microregione del Cariri Oriental.